# Mymonaviridae
Mymonaviridae — родина негативно спрямованих одноланцюгових РНК-вірусів порядку Mononegavirales. Вражає гриби, зокрема Sclerotimonavirus виявлений на грибі Sclerotinia sclerotiorum.

## Опис
Віруси родини Mymonaviridae мають нуклеокапсид із спіральною геометрією та симетрією Т=3. Капсид має вірусну оболонку. Вірус видовжений, діаметр становить від 25 до 50 нм з довжиною близько 1000 нм. Геноми лінійні та сегментовані, завдовжки близько 10 kb. Нуклеокапсид, можливо, містить два нуклеопротеїни з різними молекулярними масами ≈43 кДа і ≈41 кДа.
Реплікація вірусу відбувається в цитоплазмі. Потрапляння в клітину хазяїна досягається шляхом проникнення. Реплікація відбувається за моделлю реплікації вірусів з негативною ланцюгом РНК. Методом транскрипції є транскрипція вірусної РНК з негативним ланцюгом. Природними господарями служать гриби. Шляхи передачі проходять шляхом злиття гіф і спор.

## Класифікація
Включає 9 родів:
- Auricularimonavirus
- Botrytimonavirus
- Hubramonavirus
- Lentimonavirus
- Penicillimonavirus
- Phyllomonavirus
- Plasmopamonavirus
- Rhizomonavirus
- Sclerotimonavirus